# Feet of Mud
Pour plus de détails, voir Fiche technique et Distribution.
Feet of Mud est un film muet réalisé le 7 décembre 1924 aux États-Unis par Harry Edwards et écrit par Jonh Waldron.

## Synopsis
Un joueur de football veut épouser une fille, en essayant de faire en sorte que le père de la fille soit d'accord.

## Fiche technique
- Réalisation : Harry Edwards
- Scénario : John A. Waldron
- Production : Mack Sennett
- Photographie : Lee Davis et William Williams
- Montage : William Hornbeck
- Format : Court métrage en noir et blanc
- Son : Muet
- Genre :  Comédie
- Pays de production :  États-Unis
- Date de sortie : États-Unis : 7 décembre 1924

## Distribution
- Harry Langdon : Le garçon
- Natalie Kingston : La jeune fille
- Yorke Sherwood : Père de la jeune fille
- Florence Lee : Mère du garçon
- Vernon Dent : Entraineur de football
- Malcolm Waite : Le rival
- Eugenia Gilbert : Sœur Mieps